# Zhuang de Guibei
Pour les articles homonymes, voir Zhuang.
Le zhuang de Guibei est une langue taï-kadaï, de la branche taï, parlée en Chine, dans la province autonome zhuang du Guangxi, ainsi qu'au Yunnan par une partie des Zhuang.

## Localisation géographique
Le zhuang de Guibei est parlé dans  le Guangxi, dans le xian autonome mulao de Luocheng, le xian autonome maonan de Huanjiang, le xian de Nandan, le xian de Tian'e, le xian de Donglan rattachés à la ville-préfecture de Hechi, et dans le xian autonome miao de Rongshui, le xian autonome dong de Sanjiang qui sont tous trois sous la juridiction de la ville-préfecture de Liuzhou, ainsi que dans le xian de Yongfu et le xian autonome de diverses nationalités de Longsheng dans le territoire la ville-préfecture de Guilin.

## Classification interne
Le zhuang de Guibei est un des parlers zhuang du Nord. Cela le rattache aux langues taï du Nord, un des groupes des langues taï, qui font partie de la famille de langues taï-kadaï.

## Sources
- (en) Zhang Yuansheng, Wei Xingyun, 1997, Regional Variations and Vernaculars in Zhuang, dans Jerold A. Edmondson, David B. Solnit (éditeurs), Comparative Kadai. The Tai Branch, pp. 77–95, SIL International and the University of Texas at Arlington Publications in Linguistics, vol. 124, Arlington, Summer Institute of Linguistics et The University of Texas at Arlington  (ISBN 1-55671-005-4)
- (en + zh) Sumittra Suraratdecha, Jerold A. Edmondson, Somsonge Burusphat, Qin Xiaohang, 2006, Northern Zhuang-Chinese-Thai-English Dictionary, Sayala, Institute of Language and Culture for Rural Development, Mahidol University  (ISBN 978-974-11-0687-5)